# Arroyo Colorado Estates
Arroyo Colorado Estates est une census-designated place située dans le comté de Cameron, dans l’État du Texas, aux États-Unis. Sa population s’élevait à 997 habitants lors du recensement de 2010.